# Figueroa (Cerdedo-Cotobade)
Figueroa (oficialmente: San Martiño de Figueroa, y en gallego: San Martiño de Figueiroa) es una parroquia del concello de Cerdedo-Cotobade, en la comarca de Tabeirós - Tierra de Montes, provincia de Pontevedra, Galicia, España.